# Campo di Coreglia Ligure
Il 52º campo di concentramento di Coreglia Ligure (spesso erroneamente definito campo di Calvari di Chiavari) nacque come campo di prigionia durante la seconda guerra mondiale; dal dicembre 1943 al gennaio 1944 funzionò come uno dei campi di concentramento della Repubblica Sociale Italiana per raccogliervi gli ebrei in attesa di deportazione della Provincia di Genova. Della struttura architettonica non vi è più traccia presso il terreno su cui sorgeva, nella località di Pian di Coreglia del comune italiano di Coreglia Ligure in provincia di Genova.

## Storia

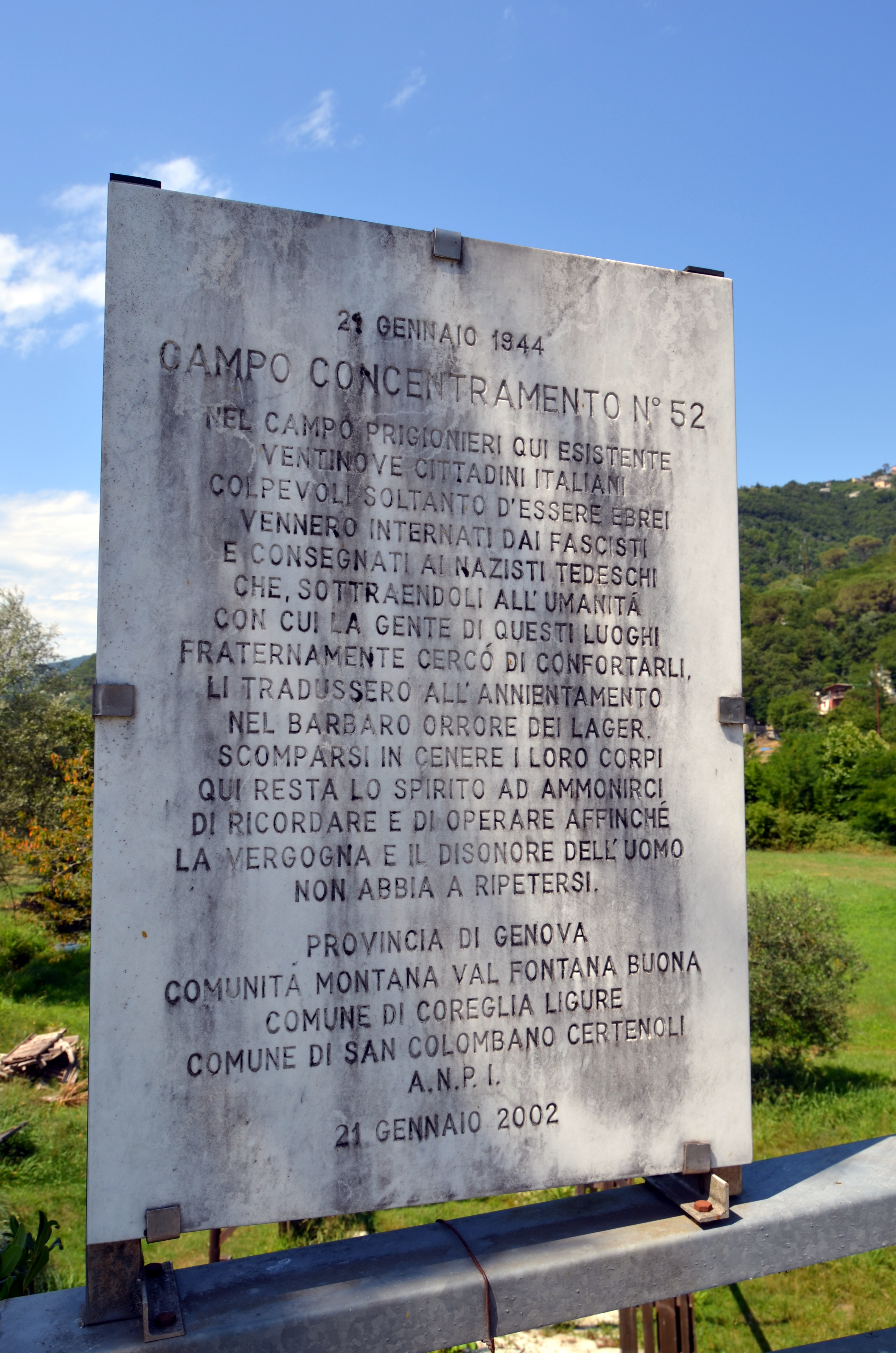
Targa commemorativa nei pressi del campo di concentramento

Durante la seconda guerra mondiale era stato costruito in un terreno presso la località di Pian di Coreglia, nel comune di Coreglia Ligure, un campo prigionieri di guerra nel quale passarono più di 15.000 soldati alleati catturati sul fronte africano. Il campo consisteva in una serie di baracche di legno; l'unico edificio in muratura era l'infermeria, ricavata in un casolare preesistente. Dopo il Proclama Badoglio dell'8 settembre 1943, la struttura fu occupata dall'esercito tedesco; i 3.195 prigionieri allora presenti furono trasferiti verso Chiavari e destinati ad altri campi.
Quando alla fine del novembre 1943, il governo della Repubblica Sociale Italiana promosse l'istituzione di una rete di campi di concentramento provinciali destinati a raccogliere gli ebrei catturati nei rastrellamenti, fu decisa la riutilizzazione a questo scopo del vecchio campo di prigionia.
Il campo nel suo nuovo uso diventò ufficialmente operativo ai primi di dicembre 1943. La gestione era affidata a personale di polizia italiano sotto la responsabilità del Ministero degli Interni della Repubblica di Salò.
In zona, oltre agli ebrei italiani rifugiatisi nella Riviera, erano presenti numerosi profughi ebrei che dalla Francia si erano trasferiti in Italia dopo l'8 settembre 1943 nella speranza di ricongiungersi alle truppe alleate. Si spiega così la scelta di un luogo di detenzione così grande. La maggior parte dei ricercati tuttavia fu capace di sottrarsi all'arresto, spesso con l'aiuto attivo della popolazione locale. Dal campo passarono 29 ebrei; furono tutti deportati dapprima a piccoli gruppi attraverso il carcere di Marassi e San Vittore. L'ultimo gruppo di 20 ebrei fu prelevato il 21 gennaio 1944 dal maresciallo delle SS Max Ablinger e inviato al campo di concentramento di Auschwitz con il trasporto che il 30 gennaio 1944 partì dal binario 21 della stazione centrale di Milano. Non risultano sopravvissuti. Il campo fu ufficialmente e definitivamente chiuso.

## Il campo oggi
Nessuna traccia resta oggi in loco del campo di concentramento n. 52 di Coreglia Ligure. Nel 60º anniversario della deportazione, in coincidenza con il Giorno della Memoria 2004, una piazza di Coreglia Ligure fu intitolata a Nella Attias, una bambina ebrea genovese di sei anni che da Coreglia fu inviata a morire ad Auschwitz e che è divenuta il simbolo del campo. A lei la Provincia di Genova aveva dedicato l'anno prima un CD musicale, realizzato a cura di Giorgio "Getto" Viarengo. Una lapide venne posta nel 2002 a ricordo delle vittime nell'area dove sorgeva il campo.